# Andrzej Pawłowski (fotograf)
Andrzej Pawłowski (ur. 20 lipca 1925 w Wadowicach, zm. 16 lutego 1986 w Krakowie) – malarz, rzeźbiarz, fotografik, profesor ASP w Krakowie

## Życiorys
Ukończył Wyższą Szkołę Ogrodnictwa w Tarnowie. Przez pewien czas był instruktorem w Państwowej Szkole Ogrodnictwa w Krakowie. Podjął studia na wydziale rzeźby i architektury wnętrz na krakowskiej Akademii Sztuk Pięknych. Jeszcze w czasie studiów był asystentem Tadeusza Kantora. W 1950 r. ukończył studia na Wydziale Architektury Wnętrz. Na początku lat 60. zorganizował Studium Form Przemysłowych przekształcone później w Wydział Form Przemysłowych krakowskiej ASP, którego był profesorem oraz dziekanem do 1986 r.
Był współzałożycielem powojennej Grupy Krakowskiej, Stowarzyszenia Projektantów Form Przemysłowych. Należał do ZPAP, ZPAF, uczestniczył w Międzynarodowej Rady Stowarzyszeń Wzornictwa Przemysłowego (ICSID).
Pierwsze prace artystyczne: cykl rzeźbiarski Płazy i seria rysunkowa Gady (1950–1952). Kineformy (1957) - praca powstała w wyniku eksperymentów artysty z teatrem epidiaskopowym i tworzeniem obrazów fotograficznych wprost na materiale światłoczułym (nagrodzona na festiwalu w Brukseli w 1958 r.). Kontynuacją zagadnień poruszanych w Kineformach był film Tam i tu (1958). Cykle fotograficzne: Luxogramy, Heliogramy, Ręce - nazwany później Genesis (1967), Discovery; malarskie: Formy naturalnie ukształtowane, Powierzchnie naturalnie ukształtowane; rzeźbiarskie: Manekiny, Sarkofagi krakowskie (1975). Mutacje/Luxografie (cykl heliografii, 1959). W 1963 r. zajął się tworzeniem cyklów obrazów i obiektów przestrzennych. Pawłowski realizował spektakle wizualne, ruchome obrazy świetlne, zajmował się też kompozycją fotogramów. Projektował na potrzeby przemysłu, aranżował wystawy czasowe i stałe ekspozycje (np. Muzeum Narodowe i Muzeum Historycznym w Krakowie), parał się teatrem (eksperymenty z teatrem kukiełkowym mieszczącym się w walizce), występował także jako aktor (wuj w Mątwie według Witkacego w teatrze Cricot).
Andrzej Pawłowski stał się znany w latach 50. dzięki kineformom – ruchomym, improwizowanym obrazom świetlnym, które następnie sfilmował. Stymulatory wrażeń nieadekwatnych – rzeźby dotykowe, jakie stworzył na początku lat 60. – krytyka uznała za bezprecedensowe w historii sztuki. Sformułował oryginalną ideę formy naturalnie kształtowanej. W swoich rozważaniach uznał, że kształt powstaje w rezultacie autentycznego procesu uwarunkowanego prawami przyrody, co w świecie natury jest zjawiskiem oczywistym (np. wzrastanie roślin), a co możliwe jest do uzyskania w warunkach sztucznych, w działaniach „którymi obciążamy przyrodę”. Stawiał na aktywne posługiwanie się intelektem w procesie twórczym: przedkładał określanie założeń i idei dzieła nad zabiegami uporczywej ich materializacji. Ta postawa sytuuje go wśród prekursorów sztuki konceptualnej. Efektem poszukiwań artystycznych i praktyczną ideą formy naturalnie ukształtowanej było kilkanaście cykli wykonanych w różnych technikach, przypisywanych do tradycyjnych dziedzin fotografii, jak m.in. Luxogramy, Heliogramy, Omamy, Genesis, Discovery, malarstwa: Formy naturalnie ukształtowane, oraz rzeźby: Manekiny i Sarkofagi.
Projektował dla przemysłu, aranżował wnętrza i wystawy, realizował filmy, organizował pionierską szkołę designu – Wydział Form Przemysłowych krakowskiej Akademii Sztuk Pięknych. Zajmował się pracą pedagogiczną, naukowo-badawczą i teoretyczną.

## Lata 40
1940
W październiku rozpoczął naukę w Staatliche Gàrtnerschule (roczna szkoła ogrodnicza) w Tarnowie.
1941
Od 1 października uczęszczał do Staatliche Gàrtnerbauschule (Państwowa Wyższa Szkoła Ogrodnicza, stopień liceum zawodowego), gdzie kontynuował naukę do 20 września 1943.
1943
1 lipca zaczyna pracę w charakterze pomocnika ogrodniczego w Szkółce Drzew i Ogrodach w Gumniskach k. Tarnowa. Pracuje przy uprawie drzew ozdobnych i owocowych aż do 15 lutego 1944.
1944
Współpracował z Armią Krajową, ps. Pieczara. Wykonuje powierzone przez nią zadania, w związku z czym wyjeżdża z Tarnowa i zatrudnia się jako instruktor w Państwowej Szkole Ogrodnictwa w Krakowie (od 28 lutego 1944 do 15 stycznia 1945). Z terenu szkolnych ogrodów prowadzi działania wywiadowcze dotyczące ruchu wojsk i transportów kolejowych. W czerwcu, chcąc uniknąć przymusowego wyjazdu do pracy w Niemczech, opuścił Kraków i przebywał w okolicach Tuchowa. Uczestniczył tam w zakamuflowanych akcjach dywersyjnych: pod pozorem legalnych prac torowych na szlakach wychodzących z węzła Stróże paraliżowano ruch pociągów przez rozbiórkę torów w celu rzekomej naprawy. Latem działał w grupie prowadzącej rozpoznanie budowanych przez Niemców frontowych umocnień. Jesienią zapisał się na konspiracyjny Wydział Rolno-Leśny Uniwersytetu Jagiellońskiego.
1945
W marcu zgłosił się ochotniczo do wojska, ale nie został przyjęty z powodu wykrytej wady wzroku. W kwietniu rozpoczął studia na Wydziale Ogólnym w Państwowym Instytucie Sztuk Plastycznych. Początkowo miał zamiar połączenia w swojej praktyce sztuki zdobniczej ze sztuką ogrodów. W kolejnych latach kontynuował studia na Wydziale Rzeźby Państwowej Wyższej Szkoły Sztuk Plastycznych, w pracowni prof. Kalfasa, i na Wydziale Architektury Wnętrz ASP w Krakowie. Studiował m.in. wystawiennictwo u prof. Sigmunta.
1947
Do 1950 r. Andrzej Pawłowski był studentem Tadeusza Kantora, który prowadził pracownię malarstwa na Wydziale Architektury Wnętrz. 
1948
Od września 1948 r., jeszcze w czasie studiów, podjął pracę jako młodszy asystent na tym Wydziale.
1949
Wziął ślub z Wandą Grochowalską.

## Lata 50
1950
Uzyskał dyplom z form przemysłowych u prof. Zbigniewa Chudzikiewicza na Wydziale Architektury Wnętrz ASP. Z lat studiów pochodzą najwcześniejsze zachowane rysunki przedstawiające akty oraz rzeźba w gipsie nazwana później Isztar (1948). Kontynuował pracę asystencką, a równolegle od 1951 do 1953 pracował w charakterze inżyniera-projektanta w Centralnym Biurze Projektów Architektonicznych i Budowlanych. Projektował aranżację wystawy „Sztuka dla przemysłu” w Krakowie. W latach 1950–1952 tworzył cykl prac rysunkowych Gady i rzeźbiarskich Płazy. W tym samym okresie eksperymentował z walizkowym teatrem lalek, na początku zwierciadlanym, w którym można było operować lalkami w poziomym ułożeniu tak, żeby były widoczne dla widza w ustawionym pod kątem lustrze. Później pracował nad teatrem epidiaskopowym, w którym dzięki projekcji obraz akcji miał być odpowiednio powiększony. Doświadczenia te nie przyniosły zakładanych rezultatów, ale kontynuowane w następnych latach prowadziły do obrazów kreowanych światłem: ruchomych kineform i utrwalanych na papierze fotograficznym heliografii.
1951
Uczestniczył w I Kongresie Nauki Polskiej w Warszawie, jako delegat asystentów ASP w Krakowie. Projektował aranżację wystawy „Książka polska” w Berlinie. Wykonał projekt wnętrz Akademii Medycznej w Zabrzu. Urodził się syn Maciej. Od potowy 1951 r. mieszkał z rodziną przy ul. Zaleskiego 40/2 w Krakowie.
1953
Projektował wnętrza Państwowego Teatru Lalek „Banialuka” w Bielsku (główny projektant w zespole z Leszkiem Wajdą i Antonim Haską). Został członkiem ZPAP.
1954
Prowadził dalsze doświadczenia z epidiaskopowym teatrzykiem lalkowym. Realizował cykl heliografii Luxogramy, kontynuowany w 1955 r. jako Luxogramy II. Obraz jest w nich rezultatem rzutowania na światłoczuły papier sztucznego lub naturalnego światła przez płaskie lub przestrzenne, półprzejrzyste papierowe modele o zgeometryzowanych kształtach. Projektował wnętrza sklepów w Kielcach (w zespole). Został powołany na stanowisko adiunkta na Wydziale Architektury Wnętrz ASP w Krakowie. Urodził się syn Marcin.
1955
Zaczął próby z kineformami. Pierwszy aparat byt po prostu pudłem z dykty, w którym Pawłowski umieścił żarówkę i modele: kawałki kartonu, strzępki celofanu. Można było nimi delikatnie poruszać. Jedna ze ścian pudła była zastąpiona ekranem z kalki technicznej, na którym powstawał ruchomy obraz. Z magnetofonu odtwarzano muzykę Bacha, śpiew Ymy Sumac. Na „Wystawie architektury wnętrz i sztuki dekoracyjnej” w Pałacu Sztuki w Krakowie (kat.) prezentował projekt wnętrz Państwowego Teatru Lalek „Banialuka” w Bielsku (zrealizowany wspólnie z Leszkiem Wajdą i Antonim Haską, 1953) oraz zestaw mebli: półkę i taboret. Wziął udział w wystawie Okręgowej ZPAR. Projekt konkursowy plakatu na Światowy Kongres Pokoju w Helsinkach otrzymał wyróżnienie. Urodził się syn Marek.
1956
Nadal pracował nad kineformami. W nowy projektor wbudowany był układ ruchomych soczewek i mechanizm, pozwalający na poruszanie modelami. Metalową skrzynię obudowy rozświetlał umocowany z boku teatralny reflektor. Obraz rzutowany był na półprzejrzysty ekran od strony niewidocznej dla widza. Powstał cykl Heliogramów. Metoda była analogiczna do wykorzystanej w Luxogramach. Modele mają kształty bardziej organiczne i umieszczane są w różnych strefach ostrości. Do naświetlania było użyte światło dzienne. Niektóre z powstałych obrazów mają swoją negatywową replikę. Powstały one przez użycie gotowego obrazu tak jak kliszy fotograficznej przy technice stykowej i intensywne prześwietlenie lampą powiększalnika. Gra rolę jednego z „wujów” w Mątwie Stanisława Ignacego Witkiewicza (teatr Cricot 2, reż. Tadeusz Kantor, kostiumy Maria Jarema, premiera 12 maja 1956). Kantor zaproponował mu włączenie Kineform do programu teatru Cricot 2. Zajęciami ze sprzętarstwa rozpoczął samodzielną pracę pedagogiczną na Wydziale Architektury Wnętrz ASP. Projektował wnętrza gabinetu BHP w Kopalni „Zabrze”. Brał udział w Wystawie młodej plastyki okręgu krakowskiego ZPAP, XII 1956 – I 1957, Kraków - Nowa Huta. Eksponował dwa abstrakcyjne fotogramy. Był autorem aranżacji wystawy.
1957
13 I premiera Kineform w teatrze Cricot 2, w Domu Plastyków przy ul. Łobzowskiej w Krakowie. W pierwszej części wieczoru Kineformy. Podkład muzyczny został zmontowany przez Jerzego Kaszyckiego m.in. z Toccaty Bacha, urywków /// Symfonii Honeggera i śpiewu Ymy Sumac. W drugiej - prapremiera Cyrku Kazimierza Mikulskiego w reżyserii Tadeusza Kantora. W kwietniu organizuje swoją pierwszą wystawę indywidualną w KMPiK w Warszawie. Wstęp do katalogu, pt. Kinetyczna plastyka Pawłowskiego, napisał Tadeusz Kantor. 10–12 IV - pokazy Kineform w Sali Dyskusyjnego Klubu Filmowego „Po prostu” Nowy Świat 15/17 I piętro. Projektuje ekspozycję wystawy „Aleksander Orłowski”, organizowaną przez Muzeum Narodowe w Pałacu Sztuki w Krakowie. Realizuje film Kineformy według własnego scenariusza i we własnej reżyserii, zdjęcia Kazimierz Konrad, muzyka Adam Walaciński. Produkcja: Wytwórnia Filmów Fabularnych w Łodzi. Bierze udział w XI Triennale - Międzynarodowej Wystawie Architektury i Sztuki Dekoracyjnej w Mediolanie. Na wystawę przygotował nowy projektor do kineform, jako obiekt wystawowy z elektrycznym napędem, nie wymagający już ręcznego manipulowania modelami i układem soczewek. Kineformy prezentowane są w programie TV Mediolan. II Wystawa Sztuki Nowoczesnej, Warszawa, Zachęta, październik-listopad (kat.). Prace Pawłowskiego pokazano w dziale fotografii, według katalogu: Kineformy, Fotogramy abstrakcyjne. Ukazuje się w nakładzie 1000 egz. „1 seria reprodukcji artystycznych Cricot” -13 pocztówek z reprodukcjami prac Tadeusza Kantora i Andrzeja Pawłowskiego. Zostaje członkiem-założycielem Stowarzyszenia Artystycznego Grupa Krakowska (9 maja 1957). Projektuje nakręcenie filmu według Końcówki Samuela Becketta. Rozpoczyna pracę nad nowym filmem Tam i tu w tym samym zespole współautorów: zdjęcia Kazimierz Konrad, muzyka Adam Walaciński. Produkcja: Wytwórnia Filmów Fabularnych w Łodzi. Film kończy w następnym roku. Punktem wyjścia są niewykorzystane odcinki taśmy z Kineform. W dwóch nowych sekwencjach, otwierającej i zamykającej film, pojawiają się zdeformowane soczewką części ciała - twarz, ręce.
1958
Udział filmu Kineformy w Festiwalu Filmów Krótkometrażowych w Oberhausen w RFN. Udział filmu Kineformy w Konkursie Filmów Eksperymentalnych w ramach Światowej Wystawy EXPO 58 w Brukseli; nagrodzony medalem. Wystawa Grupy Krakowskiej, Kraków, Galeria Krzysztofory, VI–VII (kat.)- wystawia 3 fotogramy. Wystawa malarstwa Grupy Krakowskiej, Poznań, Odwach, XII 1958 – I 1959 (kat.), wystawia dwa fotogramy. Pisze scenariusze niezrealizowanych później filmów Maria Jarema i Inni dla Wytwórni Filmów Dokumentalnych w Warszawie. Scenariusz Innych opracowany został na podstawie pamiętnika z lat 1941–1942, napisanego przez pacjenta Szpitala dla Nerwowo i Psychicznie Chorych w Kobierzynie, zachowanego i udostępnionego Pawłowskiemu przez ówczesnego dyrektora, dra Jana Gallusa. Projektuje ekspozycję wystawy Andrzeja Wróblewskiego w Krakowie w Pałacu Sztuki i w Ośrodku Propagandy Sztuki w Łodzi. Projektuje ekspozycję działu polskiego na Międzynarodowej Wystawie Sztuki Krajów Socjalistycznych w Moskwie, ekspozycję działu polskiego wystawy „Złoty wiek wielkich miast” w Gandawie, ekspozycję wystawy „Stanisław Wyspiański” w Moskwie. 17 VI zostaje prezesem Grupy Krakowskiej. Funkcję tę pełni do września 1959, później w różnych okresach był członkiem Komisji Rewizyjnej i Sądu Koleżeńskiego. Przeprowadza się z całą rodziną do nowego mieszkania z pracownią przy ul. 18 Stycznia 60 w Krakowie.
1959
Tworzył cykle heliografii Mutacje i Somnamy. W Mutacjach jako przesłon używał swoich ramion i dłoni. Ich rysunek jest czytelny w niektórych planach ostrości. Somnamy powstały w sposób zbliżony do poprzednich cykli. Wyjeżdża w podróż stypendialną do Włoch. Bierze udział w II Polskiej Wystawie Przemysłowej w Moskwie. Projektuje formę aparatu telefonicznego dla Zakładów Telekomunikacyjnych w Radomiu. Projektuje ekspozycje wystaw „Adam Marczyński - Piotr Potworowski - Wacław Taranczewski”, „Malarstwo francuskie” i „Malarstwo islandzkie” w Muzeum Narodowym w Krakowie, a także wystawę „Jan Matejko” pokazywaną w Moskwie, Bukareszcie i Sofii oraz ekspozycję „Krajobraz Polski” prezentowaną w Chinach i w Mongolii.

## Lata 60
1960
Wystawa Grupy Krakowskiej. Galeria Krzysztofory, Kraków, IX–X (kat.). W katalogu reprodukcja 31.59 z cyklu Somnamy. Udział w wystawie „Fotografia della nuova generatione”, Mediolan, Pascara. Formułuje i wprowadza do programu studiów na Wydziale Architektury Wnętrz ASP zajęcia z plastyki kinetycznej. Dotychczas prowadził tam zajęcia ze sprzętarstwa, plastyki przemysłowej, kształtowania przedmiotu. Rok później zacznie prowadzić projektowanie form przemysłowych dla studentów Studium Form Przemysłowych ASP. Od 1960 r. pracuje również jako konstruktor w Przedsiębiorstwie Projektowania i Budowy Zakładów Przemysłu Metalowego i Elektrotechnicznego PROZAMET, Oddział w Krakowie. Projektuje tam, w zespołach z Adamem Wodnickim i Ryszardem Otrębą, formę narzucarki automatycznej, maszyny do cięcia drutu na śrut, formierek F1 i F24. W następnym roku opracowuje kolorystykę zespołu metalurgicznego PROZAMET. W Muzeum Narodowym w Krakowie projektuje aranżacje wystaw: „Olga Boznańska”, „Polskie rzemiosło artystyczne” i „Hokusai"” oraz stałą ekspozycję Galerii Malarstwa Polskiego.
1961
Bierze udział w wystawie „Kraków filmowy 1896–1961”, Kraków, Galeria Krzysztofory, listopad-grudzień, bez katalogu, zorganizowanej przez Centralne Archiwum Filmowe i Komisję Badań Historii Filmu Polskiego. Realizuje wspólnie z Krzysztofem Meisnerem i przy współpracy Szymona Bojko film Prawo serii dla Instytutu Wzornictwa Przemysłowego w Warszawie. Bierze udział w II Kongresie ICSID w Wenecji. Pokaz filmu Prawo serii. Wygłasza referat O współczesnych tendencjach w kształtowaniu przemysłowym - kursokonferencja konstruktorów przemysłu maszynowego NOT Warszawa - Kraków. Współprojektuje z Ryszardem Otrębą formę maszyny do szycia Westa dla Zakładów „Polna” w Przemyślu. Projektuje w zespole kolorystykę śmigłowca dla WSK Świdnik. W Muzeum Narodowym w Krakowie projektuje wystawy: „Ze sztuki średniowiecznej Jugosławii” i „Ikony XV–XVII wieku”.
1962
Tworzy kilka prac z cyklu Relikwie. Zachowane to: obraz-relief o powierzchni ukształtowanej przez nadpalanie drewna palnikiem oraz rzeźba o fakturze powstałej przez zatapianie w gipsie małych kawałków metalu w ten sposób, że powstają niby runiczne znaki, dotykowe napisy. Prace te nie miały kontynuacji. Tworzy fotogramy z cyklu Prolegomena oraz pierwsze fotogramy z cyklu Ślady gestu. Są to obrazy fotochemiczne. W Prolegomenach powierzchnia papieru fotograficznego została zamalowana wywoływaczem w ten sposób, że w intensywnych ciemnosepiowych formach pozostają tylko jasne, niezamalowane prześwity. W Śladach gestu artysta odciskał na podłożu palce, dłonie, ramiona, tors, pozostawiając ich wyraźnie odbity rysunek bądź rozmalowany ślad (w 1978 r. cykl ten został przez autora przemianowany na Omamy). III Wystawa Grupy Krakowskiej. Kraków, Galeria Krzysztofory, II–III (kat.). Pawłowski pokazał nie zachowane Powierzchnie refleksujące wykonane z gipsu i patynowane (wym. ok. 40 x 50). Wystawa Grupy Krakowskiej (oznaczana na afiszu jako IV). Kraków, Galeria Krzysztofory, czerwiec. Wystawia pierwsze fotogramy z cyklu Ślady gestu. Odbywa podróż do Szwecji i Danii. Wykład Industrielle Formgestaltung in Polen - Kongelige Akademi f.de Skónne Kunstler w Kopenhadze. Referat Doświadczenia projektanta plastyka - Stowarzyszenie Inżynierów i Techników Mechaników Polskich, Kraków. Rozpoczyna własne badania nad zagadnieniem formy naturalnie ukształtowanej. Projektuje w Muzeum Narodowym Krakowie ekspozycje wystaw: „Malarstwo kanadyjskie”, „Sztuka Indii w zbiorach polskich”, „Francuskie rysunki XVII–XIX w.” i „Wojciech Weiss”.
1963
Kontynuuje cykl Ślady gestu: powstają tzw. Stymulatory wrażeń nieadekwatnych, Krzywe łańcuchowe, pierwsze Formy naturalnie ukształtowane i Powierzchnie naturalnie ukształtowane. Stymulatory wrażeń nieadekwatnych to rzeźby dotykowe, ukryte w zamkniętych pudłach obiekty o różnych fakturach, które odbiorca może dotykać, wkładając ręce przez otwory, jednocześnie obserwując przez wziernik przedmioty budzące kontrastowo różne skojarzeniach. Krzywe łańcuchowe ściśle łączą się z badaniami formy naturalnie ukształtowanej. Jej zastosowaniem w praktyce artystycznej są prace z cyklu Formy naturalnie ukształtowane. Klasyczne krosna malarskie obciągnięte były płótnem pokrytym jednolitą, najczęściej srebrzystą farbą. Wykorzystanie (ograniczonej) elastyczności płótna pozwoliło, dzięki umieszczeniu pod nim podpórek, na uzyskanie efektu „obrazu-reliefu”. Powierzchnie naturalnie ukształtowane zrobione zostały w identyczny sposób, a następnie przyprószone farbą tak, by został podkreślony światłocień. Po usunięciu podpórek i ponownym naciągnięciu na blejtram powstawał obraz będący „iluzją swojego prototypu”. Opracowuje kineformy do opery Zamek Sinobrodego Beli Bartocka dla Teatru Słowackiego w Krakowie. Wystawa „Polskie dzieło plastyczne w XV-lecie PRL - Wystawa sztuki użytkowej”, Warszawa, CBWA Zachęta, I–II; nagroda I stopnia ministra kultury i sztuki w dziale form przemysłowych wspólnie ze Zbigniewem Chudzikiewiczem. Pawłowski eksponuje maszyny dla przemysłu odlewniczego, maszyny drogowe i telefon. Udział w wystawie „Industrial Design - ICSID” w Paryżu. Wystawa Grupy Krakowskiej. Kraków, Galeria Krzysztofory, VI–VII (kat.), wystawia pracę z cyklu Siady gestu. Otrzymuje nominację (1 X) na stanowisko docenta etatowego. W latach 1963–1970 jest organizatorem i dziekanem utworzonego Wydziału Form Przemysłowych ASP w Krakowie (ponownie obejmie tę funkcję w 1981 r.). Do programu kształcenia na Wydziale wprowadza kolejno nowe przedmioty: kształtowanie przemysłowe (1964), projektowanie produktu i komunikacja wizualna, metodyka projektowania (1966), projektowanie procesów użytkowych (1968), analiza i interpretacja zjawisk (1969), projektowanie struktur użytkowych, elementy teorii i metodyki projektowania form przemysłowych. W Wyższej Szkole Ekonomicznej w Krakowie prowadzi w latach 1971–1976 przedmiot „wybrane zagadnienia wzornictwa przemysłowego” dla studentów towaroznawstwa. Metodyki projektowania uczył też w Studium Podyplomowym Politechniki Krakowskiej (1974–1976). Od 1963 roku był członkiem Senatu ASP. Zostaje konsultantem w Zjednoczeniu Wyrobów Metalowych Ministerstwa Przemysłu Ciężkiego. Uzyskuje nagrodę I stopnia MKiS za całokształt działalności artystycznej.
1964
Realizuje cykl czternastu Manekinów. Metoda ich powstania, zgodna z ideą formy naturalnie ukształtowanej, jest niezwykle prosta: do płóciennych worków Pawłowski wlewa tężejącą masę gipsową, która opadając wypełnia je i sama znajduje sobie kształt ograniczony płócienną powłoką. V Wystawa Grupy Krakowskiej. Kraków, Galeria Krzysztofory, V-VI (kat.). W katalogu reprodukowana Powierzchnia naturalnie ukształtowana, 1963. Realizuje z Ryszardem Otrębą film Znaki. Projektuje ekspozycję wystawy „Sztuka w Krakowie 1350–1550” z okazji 600-lecia Uniwersytetu Jagiellońskiego oraz wystawę „Józef Mehoffer” w Muzeum Narodowym w Krakowie. Od 1964 r. kieruje Katedrą Projektowania Form Przemysłowych, przekształconą w 1966 r. w Katedrę Kształtowania Produktu i Komunikacji Wizualnej. Nagroda zespołowa II stopnia MKiS za osiągnięcia w dziedzinie pracy dydaktyczno-wychowawczej. Wystawa indywidualna, (kat.) Andrzej Pawłowski. Grupa Krakowska, Galeria Krzysztofory, Kraków. Grudzień 1964. Luxografie/ ślady gestu / manekiny/ powierzchnie naturalnie ukształtowane uwarunkowane światłem / modele stereognozyjne / stymulatory wrażeń nieadekwatnych. Katalog zawiera 24 nlb. strony, 5 repr., spis 47 prac, kilka wypowiedzi autorskich. Wystawa trwa od 11 XII 1964 do 13 I 1965.
1965
Wystawa indywidualna „Malarstwo i rzeźba Andrzeja Pawłowskiego”, Zakopane, Klub MPiK, Dom Turysty, 16–31 I; 41 eksponatów. VI Wystawa Grupy Krakowskiej. Kraków, Galeria Krzysztofory, VI–VII. Poza katalogiem. Brak wzm. w prasie. Według zachowanej fotografii, eksponowano m.in. Manekina, (dziś w zbiorach Muzeum Sztuki w Łodzi). Wystawa „Porównania”, XVIII Festiwal Sztuk Plastycznych w Sopocie, Biuro Wystaw Artystycznych. IX–X 1965 (kat.) W dziale rzeźby wystawiono cztery Manekiny. Jest współzałożycielem i pierwszym prezesem (w latach 1965–1969) Stowarzyszenia Projektantów Form Przemysłowych. Jako delegat SPFP bierze udział w IV Kongresie ICSID w Wiedniu. Pokazuje tam zrealizowany z okazji Kongresu film Znaki (1964). Na Wydziale Form Przemysłowych opracowuje w zespole z Ryszardem Otrębą, Janem Kolanowskim i Mieczysławem Górowskim temat Systematyka manipulacji i manipulatorów zlecony przez Przemysłowy Instytut Aparatury Pomiarowej w Warszawie. Punktem wyjścia była analiza fizjologii ręki podczas manipulacji przy pulpitach sterowniczych (1965/66). Konstanty Gordon realizuje 11-minutowy film (prod. WFO w Łodzi) Polska rzeźba współczesna - cz. /// poświęcony twórczości Zofii Woźnej, Stanisława Kulona i Andrzeja Pawłowskiego.
1966
Wystawa „100 polskich malarzy współczesnych”. Sveagalleriet, Stockholm, luty (kat.). Organizatorem wystawy było BHZ Desa w Warszawie. Eksponowano cztery Powierzchnie naturalnie ukształtowane z lat 1965–1966. VII Wystawa Grupy Krakowskiej. Kraków, Galeria Krzysztofory, VI (kat Na wystawie eksponowano trzy obrazy Andrzeja Pawłowskiego z cyklu Powierzchnie naturalnie ukształtowane. I sympozjum Artystów Plastyków i Naukowców „Sztuka w zmieniającym się świecie”, Puławy, Zakłady Azotowe, 2–23 VIII. Występuje na sympozjum z referatami Forma naturalnie ukształtowana i Koncepcja pola energetycznego. Wykonuje Obraz przemienny - 6-częściową Formę naturalnie ukształtowaną, nagrodzony przez MKiS. Wystawa poplenerowa: Lublin, BWA, 1X–X. Wystawa indywidualna: „Andrzej Pawłowski. Forma naturalnie ukształtowana". Muzeum w Pieskowej Skale, IX-X (kat., 30 prac). W katalogu Andrzej Pawłowski ogłasza tekst Koncepcja pola energetycznego. Zostaje członkiem Komisji Urbanistyki i Architektury Oddziału PAN w Krakowie. Zostaje członkiem Rady Naukowej Instytutu Wzornictwa Przemysłowego (do 1976 r.). Wygłasza referat na Naradzie Organizacji Wzornictwa Krajów RWPG w Krakowie. Uczestniczy w Kongresie Kultury Polskiej w Warszawie. Prowadzi cykl wykładów na kursie doskonalenia kadr projektantów Zjednoczenia MERA. W zespole z Ryszardem Otrębą, Janem Kolanowskim i Mieczysławem Górowskim opracowuje temat Procedury projektowe. Przedmiotem rozważań są tendencje skrócenia czasu projektowania i jego intensyfikacja. Nagroda zespołowa Rady Wzornictwa i Estetyki Produkcji Przemysłowej przy Prezesie Rady Ministrów za osiągnięcia w rozwoju wzornictwa przemysłowego.
1967
Wystawa indywidualna: „Andrzej Pawłowski. Forma naturalnie ukształtowana” Lublin, Biuro Wystaw Artystycznych, 8–20 I. Bez katalogu, prezentowano prace Andrzeja Pawłowskiego z lat 1959–1966, łącznie 46 eksponatów: 20 obrazów, 4 rzeźby, 22 inne obiekty w tym fotogramy. Wystawa współczesnego malarstwa polskiego w Norwegii: w Bergens Kunstforening i Stavanger Kunstforening, II–III (kat.). Wystawa w Taidehalli Konsthallen Helsinki, III 1967 (kat.). Wystawa w Charlottenborg, Kopenhaga, V–VI 1967 (kat.). Na wszystkich tych wystawach pokazywane były trzy Powierzchnie naturalnie ukształtowane z lat 1966–1967. Tworzy cykl fotografii Ręce, jedyny cykl fotografii Pawłowskiego zrobionych aparatem fotograficznym. Są to wykonane szerokokątnym obiektywem fotografie dłoni artysty na tle nieba. Znacznie później, w 1977, pod wpływem Artura Sandauera Pawłowski nazywa cykl Genesis, 31 obrazów porządkuje i opisuje tytułami nawiązującymi do I rozdz. Księgi Rodzaju w przekł. Artura Sandauera. Zamierza wykonać numerowany nakład 20 kompletów. Ostatecznie powstaje tylko jeden pełny sygnowany komplet i kilkanaście pojedynczych odbitek. Bierze udział w Zgromadzeniu Ogólnym ICSID (International Council of Societies of Industrial Design) w Ottawie i w V Kongresie ICSID w Montrealu (delegat SPFP). Zostaje wiceprezesem ICSID na kadencję 1967–1969. III Międzynarodowe Seminarium Komisji Kształcenia ICSID/UNESCO - Univesity of Syracuse (USA) - referat The building of an intelectual structure i pokaz zrealizowanego na tę okazję filmu Professor Morpheo Cracoviensis, w którym zagrał tytułową rolę. Referat Wybrane zagadnienia kształcenia projektantów form przemysłowych na posiedzeniu Komisji Urbanistyki i Architektury PAN w Krakowie. Wystawa „Przestrzeń - Ruch - Światło”, Wrocław, Muzeum Sztuki Aktualnej (w Muzeum Architektury), XII 1967 – I 1968 (kat.). Eksponowano trzy Formy naturalnie ukształtowane.
1968
Wystawa „Sztuka efektów i systemów”. Galeria odNowa, Poznań, III–IV (kat.). W katalogu reprodukowana Forma naturalnie ukształtowana I. IX Wystawa Grupy Krakowskiej. Kraków, Galeria Krzysztofory, X–XI (kat.) Andrzej Pawłowski pokazuje model Klepsydry 1968. Kieruje powstałą na Wydziale Form Przemysłowych Katedrą Metodyki Projektowania (formalnie do 1986 r.). Zostaje członkiem zespołu opracowującego reformę szkolnictwa plastycznego (do 1970 r.) oraz członkiem Sekcji Plastycznej Rady Wyższego Szkolnictwa Artystycznego (do 1979 r.). W latach 1976–1979 będzie członkiem jej Prezydium. Występuje do Zarządu ICSID o poparcie UNESCO dla utworzenia przy Wydziale Form Przemysłowych ASP w Krakowie ośrodka metodyczno-informacyjnego dla szkolnictwa krajów socjalistycznych. Wykład Nature as Designer - 3 Proofs na Seminarium Scandinavian Design Students Ogranisation, Konstfaskskolan, Sztokholm. Referat Człowiek - środowisko, Komisja Kształcenia Krajów RWPG, Halle. Pracuje jako wiceprzewodniczący w Komitecie Organizacyjnym Jubileuszu 150-lecia ASP w Krakowie (do 1969).
1969
Wystawa jubileuszowa 150-lecia Akademii Sztuk Pięknych w Krakowie, Pawilon Wystawowy BWA (kat.), eksponowano obraz Pawłowskiego Powierzchnie przemienne. Bierze udział w I Przeglądzie Filmów o Plastyce i Plastyki Filmowej w Poznaniu. Uczestniczy w Zgromadzeniu Ogólnym i VI Kongresie ICSID w Londynie (delegat SPFP). Zostaje członkiem Zarządu ICSID (do 1971 r.). Wygłasza referat O zawodzie projektanta form przemysłowych na Konferencji Naukowo-Technicznej „Projektowanie form przemysłowych obrabiarek i narzędzi” w Instytucie Obróbki Skrawaniem w Krakowie. Wystawa współczesnego malarstwa polskiego i grafiki 1959–1969, Berlin Zachodni, National Galerie, XII 1969–1 1970 (kat.). Wystawiono jeden obraz z cyklu Form naturalnie ukształtowanych. Wypowiedź o roli krytyki artystycznej dla zielonogórskiego dwutygodnika „Nadodrze” (nr 20/1969). Rozpoczyna, wraz ze współpracownikami z Wydziału Form Przemysłowych, kontynuowany w następnym roku temat badań Metodyka kształcenia projektantów w wyższym szkolnictwie plastycznym. Program kształcenia podstawowego projektantów. Nagroda II stopnia MKiS za twórczość artystyczną w roku 1969 oraz za osiągnięcia w dziedzinie form przemysłowych, teorii i prac badawczych. Wystąpienie Klub Technika i Humanisty NOT w Krakowie.

## Lata 70
1970
Projektuje system informacji wizualnej dla Zakładów Metali Lekkich w Kętach. Wygłasza referat System kształcenia podstawowego projektantów na Międzynarodowym Seminarium Metodyki Kształcenia Projektantów w Wyższym Szkolnictwie Plastycznym, Warszawa - Kazimierz (członek Komitetu Organizacyjnego). Referat Metodyka projektowania - kształcenie podstawowe na posiedzeniu Komisji Urbanistyki i Architektury PAN w Krakowie. Nagroda I stopnia MKiS za szczególne osiągnięcia w dziedzinie pracy naukowo-artystycznej i organizację procesu dydaktycznego. Uczestniczy w jury konkursu „Expo-Design" w Berlinie Zachodnim. W kolejnych latach bierze udział jako juror w konkursach: „AS Design '72” - Lublana1972; 56 „XXX lecie PRL” - Warszawa 1975; „European turvallisuus ja yhteistyo” - Helsinki 1976; „Złocisty Jantar” - Gdańsk 1978, 1979; Ogólnopolski konkurs na projekty rozwiązań plastycznych na polu Bitwy pod Grunwaldem i trasie pochodu wojsk królewskich - 1980.
1971
Wystawa „Fotografowie poszukujący” - Warszawa, Turyn, Genewa, Kassel, Mediolan, Kolonia, Parma, Norymberga, Buenos-Aires, Chalon, Tokio. Wystawa prezentowana była również w Krakowie, w Galerii Krzysztofory - VI 1971. Eksponuje fotogramy z cyklu Ręce (Genesis). Powstają dwa obrazy: Szkielet biały i Szkielet czarny. Metoda, jaką artysta posłużył się w zrobieniu Szkieletów, polegała na wypełnieniu sypkim materiałem kieszeni powstałych przez zeszycie dwóch płócien. Masa i objętość - w tym przypadku suchego gipsu - uformowały ostateczny kształt reliefów. Otrzymuje nominację na profesora nadzwyczajnego sztuk plastycznych. Występuje do Sekcji Plastycznej Rady Wyższej Szkolnictwa Artystycznego z krytyką prac nad reformą szkolnictwa. Uczestniczy w Zgromadzeniu Ogólnym i VII Kongresie ICSID, Barcelona - Ibiza (delegat SPFP). Wygłasza tam referat Optymalizacja procesu kształcenia projektantów form przemysłowych.
1972
Wykonuje cykl heliografii Zbiory, przy użyciu płaskich, powtarzalnych szablonów. W efekcie powstały obrazy zredukowane do głębokich czerni i bieli, o motywach kompozycyjnych składających się z łuków i prostych. Uczestniczy w X Plenerze Koszalińskim „Spotkanie Artystów, Naukowców i Teoretyków Sztuki - Osieki 1972”. Pokaz Maskator-demaskator w ramach wystawy poplenerowej w Osiekach, VIII. Podczas I Ogólnopolskiego Warsztatu Artystów Plastyków „Ustka 72”, w Stoczni w Ustce, projektuje samonośne zadaszenie z żywic poliestrowych. Wystawa poplenerowa w Koszalinie (październik), pokazana później w Warszawie i w Krakowie. Zostaje członkiem Komitetu Naukoznawstwa PAN oraz Komisji Ergonomicznej Oddziału PAN w Krakowie. Uczestniczy jako delegat ZPAP i SPFP w Sympozjum ZPAP i Związku Plastyków ZSRR w Moskwie i Tbilisi. Na prośbę Tapio Wirkkali opiniuje sprawę organizacji Inter-Scandinavian Design School. Przedstawia wiceprezesowi Rady Ministrów PRL referat o sytuacji zawodu projektanta form przemysłowych w Polsce. Wykład Istota projektowania przemysłowego w Magyar Iparmuveszti Fóiskola w Budapeszcie. Projektuje identyfikację wizualną Festiwali Filmów Krótkometrażowych w Krakowie. Wystawa „Kolekcja Ewy Garzteckiej” w Muzeum Narodowym we Wrocławiu, XII 1972–1 1973 (kat., 4 rysunki tzw. konferencyjne).
1973
Wystawa „Grupa Krakowska oraz fragmenty dokumentacji z działalności Galerii Krzysztofory”. Wrocław, BWA, Ośrodek Sztuki, IV (kat.) Andrzej Pawłowski wystawia 3 heliogramy z cyklu Zbiory. Uczestniczy w XI Plenerze Koszalińskim „Spotkanie Artystów, Naukowców i Teoretyków Sztuki - Osieki 1973”, Osieki, VIII i w wystawie poplenerowej w Koszalinie. Tworzy poliptyk Fikcje I, z pięciu elementów zespolonych skrzydłowo w kształt krzyża z reliefem wykonanym z papier-mache; w 1978 r. polichromowany i patynowany już jako Memorandum 01.73. Wystawa indywidualna „Andrzej Pawłowski. Fotogramy”, KMPiK Koszalin, KMPiK Słupsk, Uniwersytet Ludowy Radownica, VIII–IX (kat., 1 reprodukcja z cyklu Ręce). XII Wystawa Grupy Krakowskiej. Kraków, Galeria Krzysztofory, X–XI, bez katalogu. Wystawia heliogramy z cyklu Zbiory. Uczestniczy w XIII Walnym Zjeździe Delegatów ZPAP w Poznaniu. Uczestniczy w II Kongresie Nauki Polskiej w Warszawie. Cykl wykładów na Seminarium Kammer der Technik w Poczdamie. W latach 1973–1975 jest wiceprezesem Stowarzyszenia Projektantów Form Przemysłowych, 1975–1979 członkiem Zarządu Głównego. Udział w ogólnopolskim konkursie na opakowania i pokonkursowej wystawie w Warszawie (I nagroda za projekt serii opakowań obuwia „Podhale”). Początek pracy badawczo-projektowej Wizualne wspomaganie procesu kształcenia projektanta, kontynuowanej do 1975 w zespole Katedry Metodyki Projektowania WFP z Janem Kolanowskim, Marią Osterwą-Czekaj i Marią Dziedzic. Głównym założeniem jest wykorzystanie współzależności pomiędzy widzeniem, rozumieniem i działaniem.
1974
Wystawa Jerzego Kałuckiego, Andrzeja Pawłowskiego, Teresy Rudowicz i Mariana Warzechy, Kraków - Nowa Huta, Galeria Pawilon PP Desa, X–XI, bez katalogu. Eksponowano następujące prace A. Pawłowskiego: Powierzchnia naturalnie ukształtowana,1965, Forma naturalnie ukształtowana XII 1965, Forma naturalnie ukształtowana, 1966 i poliptyk Fikcje I. Wystawa „Krakowskie malarstwo i rzeźba w XXX-leciu PRL”, Kraków, BWATPSP, XI–XII (kat.). Według katalogu pokazano fotogramy Kineformy, 1957 i Obraz przemienny, 1966. Ten sam Obraz przemienny zostaje pokazany na Targach Sztuki Współczesnej „Contart 74” w Warszawie, na osobnej wystawie przygotowanej przez Galerię Pawilon PP Desa z Krakowa. Projektuje gabinet I sekretarza Komitetu Krakowskiego PZPR. Projektuje w zespole ekspozycję wystawy „500 lat drukarstwa w Krakowie” w Muzeum Narodowym w Krakowie. Wygłasza referat na Seminarium Programu „Sojusz świata pracy z kulturą i sztuką”. Warszawa - Miedzeszyn. Na Sympozjum Wzornictwa zorganizowanym przez Institut prumysloveho designe w Pradze przedstawia referat Kształcenie projektantów jako projektowanie projektowania. Referat O projektowaniu modeli idealnych wygłasza na II Ogólnopolskiej Konferencji Metodologii Projektowania zorganizowanej przez Komitet Naukoznawstwa PAN i MNSWiT w Warszawie 4–7 XII.
1975
Wystawa „Z kolekcji krakowskich salonów i galerii Desy”, Galeria Pryzmat, Kraków, I (kat.) - Obraz przemienny, 1966. XIII Wystawa Grupy Krakowskiej. Galeria Krzysztofory, Kraków, I–II; 2 prace: Szkielet biały i Szkielet czarny, 1971. Udział w Sympozjum „Interwencje”, Pawłowice k. Leszna, 2–11 II. Wygłasza teksty Minimalizm interwencji i Komunikat. Wystawa objazdowa sztuki współczesnej zorganizowana przez krakowską Galerię Pawilon i redakcję „Podkarpacia”, Krosno, Sanok, V. Eksponowano Szkielet biały. Wystawa „Krytycy sztuki proponują” (z okazji XXX-lecia PRL i Kongresu AICA), Warszawa, Zachęta, VIII–IX (kat.). Eksponowano Kineformy, 1957 (fotosy), Koncepcję pola energetycznego (fotoskład) oraz Stymulator wrażeń nieadekwatnych (fotografia). Wystawa „Widzieć i rozumieć” Kongres Krytyków Sztuki AICA- Polska 1975, Muzeum Narodowe w Krakowie, IX (kat.). Autorem koncepcji wystawy jest Mieczysław Porębski. Zaprosił wybranych artystów do zrobienia specjalnie na wystawę prac w dużym formacie, które zostają w jednej przestrzeni, w galerii w Sukiennicach, skonfrontowane z dziewiętnastowiecznym malarstwem polskim. Andrzej Pawłowski byt autorem aranżacji wystawy. Jednocześnie uczestniczył w niej cyklem 5 prac Sarkofagi krakowskie (Ja, Ty, On, Ona, Ono), przygotowanym na tę właśnie wystawę (obecnie w zbiorach Muzeum Narodowego w Krakowie). Sarkofagi powstały metodą zbliżoną do Manekinów, jako odlewy gipsowe w luźnych płóciennych formach następnie patynowane, trwale zespolone z drewnianymi płytami. Jedna z rzeźb, pionowa forma On, powstała analogicznie jak Szkielety - płócienny uniform został zachowany na powierzchni odlewu i polichromowany. Międzynarodowa Wystawa Architektury Intencjonalnej „Terra I”, zorganizowana przez SARP w związku z kongresem AICA, Wrocław, Muzeum Architektury, IX. Andrzej Pawłowski pokazał na niej plansze ilustrujące wynik analizy zadań i funkcji projektanta. Bierze udział w IX Kongresie ICSID w Moskwie jako koordynator tematu „Design and Labour in socialist countries” i delegat SPFP Wygłasza referat Projektowanie aktywizujące. W Muzeum Narodowym Krakowie projektuje ekspozycje stałych wystaw: „Galeria Malarstwa Polskiego XIX wieku” w Sukiennicach i „Galeria Sztuki Polskiej XX wieku” w Nowym Gmachu oraz wystawę czasową „Portret rosyjski i radziecki”. Dla Muzeum Historycznego miasta Krakowa projektuje wnętrza i system stałego sprzętu ekspozycyjnego. Przewodniczy zespołowi opracowującemu „Kompleksowy program kształcenia kadr wzornictwa” dla Rady Wzornictwa Przemysłowego (do 1976). Referuje Przykład stosowania algorytmów w procesie twórczym na Seminarium Nauki Konstrukcji w Instytucie Podstaw Konstrukcji Maszyn Politechniki Śląskiej w Gliwicach. Wystąpienie na konferencji naukowej Polskiego Towarzystwa Ekonomicznego Optymalizacja jakości mieszkań i ich wyposażenia, Kraków. Wystąpienie na konferencji rektorów wyższych szkół plastycznych PRL i NRD, Berlin - Halle.
1976
Wygłasza referat Wizualne wspomaganie procesów kształcenia projektantów na LXI Seminarium Metodologii Projektowania PAN w Warszawie. Wykłady Zakres i poziom projektowania - próba oceny oraz Wizualne generowanie kreatywności społecznej w Amt fur Industrielle Formgestaltung - Instytut Polski w Berlinie. Referaty Miejsce wzornictwa przemysłowego w systemie nauk i Grupy zawodowe składające się na wzornictwo przemysłowe w Amt fur Industrielle Formgestaltung w Berlinie. Wykład Wizualne wspomaganie procesów kształcenia projektantów, Wyższa Szkoła Projektowania w Helsinkach. Wystawa „Zwierciadło naszego wieku - 80 lat kina” z okazji 80 rocznicy pierwszego pokazu filmowego w Krakowie, Muzeum Historyczne m. Krakowa, Xl–XII. Nagroda m. Krakowa w dziedzinie upowszechniania kultury.
1977
Wystawa retrospektywna „Osieki 1963–1976”, Koszalin, Pawilony podożynkowe, VIII–X. „Współczesna polska fotografia". Zagrzeb, IX (kat.) - fotogram z cyklu Genesis. „Współczesna polska fotografia”, Mediolan, La Galleria il Diaframma/Canon, XI, przeniesiona z Zagrzebia. Projektuje ekspozycję stałą „Zegary” w Muzeum Historycznym m. Krakowa. Pracuje w zespole opracowującym raport o stanie kształcenia projektantów w Polsce dla Komitetu Naukoznawstwa PAN (do 1978). Referat Eksploatacja czynników negatywnych w projektowaniu na Seminarium Instytutu Podstaw Konstrukcji Maszyn AGH, Kraków. Referat Kształcenie w projektowaniu jako proces formowania systemu operującego na Seminarium AGH / KN PAN „Kształcenie w projektowaniu”, Kraków - Krościenko. Na seminarium polsko-fińskim IDEAS '77 w Krakowie przedstawia referaty: Miejsce wzornictwa przemysłowego w systemie nauk i Grupy zawodowe składające się na wzornictwo przemysłowe. Nagroda I stopnia MKiS za całokształt twórczości i wybitne osiągnięcia w dziedzinie projektowania form przemysłowych i wystawiennictwa.
1978
Wystawa retrospektywna „Omamy” (kat.: Andrzej Pawłowski. Twórczość plastyczna 1948–1978), Pawilon Wystawowy BWA Kraków, 4–24 II. 12 II pokaz filmu Kineformy. Andrzej Pawłowski projektuje ekspozycję, afisz i katalog. W katalogu numeracja jaką wprowadził w ramach autorskiej inwentaryzacji swoich dzieł, części prac zmienił tytuły i kolorystykę (zob. uwagi na str. 113). Bierze udział w XVI Plenerze Koszalińskim „Międzynarodowe Spotkanie Artystów, Naukowców i Teoretyków Sztuki - Osieki 1978”, 13–31 VIII. Na tym plenerze 13 VIII otwarcie wystawy „Konfrontacje 78”, 19 VIII wystąpienie Pawłowskiego Obmyślanie zamiaru. Było to według ówczesnych relacji jedno z najciekawszych wydarzeń na plenerze, dyskusja trwała kilka godzin. Po plenerze ofiarowuje Muzeum Okręgowemu w Koszalinie obraz 10.78 z cyklu Epitafia (pierwszy tytuł Chusty Weroniki). Epitafia były robione podobnie jak Powierzchnie naturalnie ukształtowane. Napięte na podpórkach płótno zostało przyprószone aerografem. Nowością było wprowadzenie zdecydowanej i zróżnicowanej kolorystyki. Zdjęte z podpórek płótno nie było już oprawiane na blejtram tylko pozostawione z nieregularnym obrysem będącym efektem naprężania. XV Wystawa Grupy Krakowskiej. Kraków, Galeria Krzysztofory, XI 1978–I 1979, bez katalogu. Prawdopodobnie pokazuje na niej 3 prace z cyklu Epitafia. Udział w wystawie fotografii polskiej w Rzymie, cykl Genesis. Zostaje przyjęty do Związku Polskich Artystów Fotografików. Zostaje członkiem Komitetu Programowego i przewodniczącym sesji „Kształcenie projektantów” na III Krajowej Konferencji Metodologii Projektowania „Projektowanie 3”, zorganizowanej przez Komitet Naukoznawstwa PAN i Instytut Cybernetyki Technicznej Politechniki Wrocławskiej. Referat Das System der industriellen Optiemierung der Wirkichkeit na 2. Kolloquium zu Fragen der Theorie und Methodik der Industriellen Formgestaltung w Halle. Zaczyna prace badawczo-projektowe nad ergonomiczną analizą siedzisk i pozycji siedzącej. W latach 1978–1980, w zespole z Marią Dziedzic, Janem Kolanowskim i Sylwestrem Michalczewskim, realizuje na zlecenie Ośrodka Badawczo Rozwojowego FSM w Bielsku-Białej pracę Siedziska samochodowe. Powstają m.in. analityczne modele powierzchni fotela kierowcy, opracowanie metody określania pozycji siedzącej (MOPS-I) i projekty foteli do nadwozi samochodów Fiat 126 NP oraz Fiat klasy 1000.
1979
Wystawa „Fotografia polska. Featuring original masterworks public and private collections in Poland 1839 to 1945 and a selection of avant-garde photography, film and video from 1945 to the present". International Center of Photography, Nowy Jork, VII–IX (kat). 4 fotogramy z cyklu Genesis ze zbiorów Muzeum Sztuki w Łodzi. Wystawa pokazana jest następnie w Chicago. Uczestniczy w wystawie „Laureaci Nagród Państwowych i Ministra Kultury i Sztuki przyznanych w 35-leciu PRL", Warszawa, Zachęta, VII (kat.). Wystawa „Dokumenty rzeczywistości. Rysunek, grafika, fotografika". Muzeum Narodowe w Warszawie, X (kat.). Pokazane są dwa Heliogramy. „Od Młodej Polski do współczesności. Kraków - Gniezno". Wystawa malarstwa i rzeźby ze zbiorów Muzeum Narodowego w Krakowie. Muzeum w Gnieźnie. XI 1979 – II 1980 (kat.). Prezentowane są Sarkofagi krakowskie i Powierzchnia naturalnie ukształtowana. „35 lat malarstwa w Polsce Ludowej", Poznań, Muzeum Narodowe, XI 1979-styczeń 1980 (kat.) wystawiono "Kompozycję srebrną" z Muzeum Narodowego w Poznaniu. Trzy obrazy cyklu Epitafia pokazano na wystawie „Laureaci Festiwali i Konkursów z lat 1977–1978" w Zielonej Górze. Wystawa „Plenery osieckie 1963–1978", Bielsko-Biała, BWA. Projektuje stałą ekspozycję „Z Dziejów i Kultury Krakowa" w Muzeum Historycznym m. Krakowa. Od 1979 do 1984 jest prezesem Zarządu Głównego Stowarzyszenia Projektantów Form Przemysłowych. Udział w Interdesign '79 Dessau-Bauhaus jako koordynator z ramienia ICSID. Prezentacja metody określania pozycji siedzącej MOPS z okazji Międzynarodowego Kongresu Ergonomicznego, Warszawa - Kraków.

## Lata 80
1980
„35 lat malarstwa w Polsce Ludowej", Warszawa, Zachęta, II - wystawa przeniesiona z Muzeum Narodowego w Poznaniu. Wystawa indywidualna „Andrzej Pawłowski", Galeria Sztuki Użytkowej Forma PSP, Warszawa, II–III (kat.). Na wystawie pokazano m.in. dwa Manekiny, pracę On z cyklu Sarkofagi krakowskie, fotogramy z cyklu Genesis, inne fotogramy, dokumentację fotograficzną projektowanych przez form maszyny do szycia, formierki, wiertarki, model aparatu telefonicznego. Wystawa „Fotografia polska 1839–1979", Warszawa, Zachęta, III. Prezentowana poprzednio w USA, przeniesiona w kwietniu do Łodzi. „Fotografia polska 1939–1979", Muzeum Sztuki w Łodzi, IV–VI (kat., 4 fotogramy z cyklu Genesis). Wystawa „Plenery osieckie 1963–1978", Rzeszów, Muzeum Okręgowe, potem Piła i Słupsk (BWA). Referat W systemie przemysłowego optymalizowania rzeczywistości na Seminarium „Twórcze projektowanie maszyn" AGH / Komitet Naukoznawstwa PAN, Krościenko. Referat Metody określania pozycji siedzącej MOPS, Komisja Ergonomiczna PAN / SPFP. Zostaje członkiem Rady Wzornictwa i Estetyki Produkcji Przemysłowej przy URM (do 1981). Kieruje zespołem realizatorów ekspozycji stałej „Z Dziejów i Kultury Żydów" w oddziale Muzeum Historycznego m. Krakowa w Starej Synagodze.
1981
W wyniku wyborów obejmuje ponownie (po 11 letniej przerwie) funkcję dziekana Wydziału Form Przemysłowych ASP w Krakowie. Wystawa „La photographie polonaise 1990–1981". Centre Georges Pompidou, Musée National d'Art Moderne, I–III (kat., 4 fotogramy Genesis). I Kolekcja Grupy Krakowskiej. Kraków, Galeria Krzysztofory, VII-VIII. Wystawiono trzy fotogramy. W latach 1981–1985 opracowuje z dyplomantami temat Badania pozycji siedzącej z programu prac badawczych „Przeciążenia fizyczne narządów ruchu w przebiegu pracy zawodowej", realizowanych wspólnie z AWF w Poznaniu. Projektowane są fantomy-modele człowieka, symulatory pozycji siedzącej, testory do oceny i testowania istniejących i projektowanych siedzisk. Ogłasza na Wydziale Form Przemysłowych program Kolokwium „Apel '81", mający na celu ukierunkowanie społecznego zaangażowania współpracowników i studentów na przeciwdziałanie negatywnym skutkom społecznym kryzysu gospodarczego.
1982
„Oblicza abstrakcji". Wystawa ze zbiorów Muzeum Narodowego w Poznaniu. BWA, Poznań, IX, bez katalogu. „Spotkania w Osiekach", wystawa dokumentująca plenery osieckie. Koszalin, Muzeum Okręgowe, XII.
1983
Wystawa „Rzeczywistość i wyobraźnia". Zbiory polskiej sztuki współczesnej Muzeum Narodowego we Wrocławiu, Warszawa, Zachęta, I-II. Wystawa prac Andrzeja Pawłowskiego w Muzeum Narodowym we Wrocławiu, XI–XII, bez katalogu; 14 prac ze zbiorów własnych Muzeum. Prezentacja filmu Kineformy na Kolokwium „Poszukiwania w polskim filmie o sztuce", sala projekcyjna Stowarzyszenia Twórców Kultury, Łódź, 28–30 IV. W latach 1983–1984 kieruje zespołem projektującym ręczne narzędzia rolnicze do uprawy międzyrzędowej roślin.
1984
Tworzy dwa cykle prac: Discovery i Epitafia II. W cyklu Discovery, liczącym 10 fotogramów (i kilka poza serią), Andrzej Pawłowski powrócił do techniki heliografii, w której w latach pięćdziesiątych wykonał pierwsze prace. Najbliższe są Somnamom, jednak ich kompozycja zbudowana jest z form bardziej zdecydowanych, zwartych, a jednocześnie dramatycznych. W Epitafiach II artysta wraca do doświadczeń z wcześniejszymi obrazami fotochemicznymi z cyklu Ślady gestu (Omamy). Na papierze fotograficznym, nasączonym utrwalaczem przez swobodne zamalowanie, odciska swój tors. Są to jego ostatnie dzieła. Wystawa Grupy Krakowskiej, Peez (Węgry), XI–XII, przygotowana przez Muzeum Narodowe w Krakowie (kat.:) Grupa Krakowska. Krakkoi Csoport 1932–1937, 1957–1984, Pecsi Galeria (Szechenyi ter). Prezentowana Forma naturalnie ukształtowana ze zbiorów Muzeum Narodowego w Krakowie. Wystawa „Nurt intelektualny w sztuce 40-lecia PRL", Galeria Stara BWA w Lublinie (kat.) Pokazano dwie Powierzchnie naturalnie ukształtowane ze zbiorów Muzeum Sztuki w Łodzi. IV Kolekcja Grupy Krakowskiej. Galeria Krzysztofory, Kraków, VI II–XI. Pokazywano dwa fotogramy z cyklu Zbiory.
1985
V Kolekcja Grupy Krakowskiej. Kraków, Galeria Krzysztofory, II–III, bez katalogu. Andrzej Pawłowski wystawia dwa Heliogramy z 1956 r. Wystawa „Polska Sztuka Współczesna. Fotografia Artystyczna - prace z lat 1945–1984", Warszawa, Zachęta, I; Muzeum Narodowe we Wrocławiu, III–IV (kat.). Pokazano heliografię z cyklu Luxogramy, fotogram Kineformy i zestaw fotografii z cyklu Genesis - wszystkie ze zbiorów Muzeum Narodowego we Wrocławiu.
1986
Andrzej Pawłowski zmarł po ciężkiej chorobie 16 lutego w Krakowie.
Twórczość artysty była inspiracją do napisania pracy magisterskiej przez studentkę Uniwersytetu Jagiellońskiego Krystynę Łuczak-Surówkę.

## Ordery i odznaczenia
- Krzyż Oficerski Orderu Odrodzenia Polski (1976)
- Krzyż Kawalerski Orderu Odrodzenia Polski (1969)
- Srebrny Krzyż Zasługi (22 lipca 1952)[2]